# Styringomyia nigrofemorata
Styringomyia nigrofemorata är en tvåvingeart som beskrevs av Edwards 1914. Styringomyia nigrofemorata ingår i släktet Styringomyia och familjen småharkrankar. Inga underarter finns listade i Catalogue of Life.